# Скорпіон (броньовик)
Скорпіон (Кузнечік)— саморобний броньовик зроблений на базі УАЗ-469, класу гантрак. Використаний у зоні АТО. Нині знаходиться у Військово-історичному музеї України.

## Історія
«Скорпіон» спроектовано за кілька днів на базі УАЗ-469, в умовах гаражу. За час проведення АТО волонтери змінили в автомобілі двигун і задній міст.
Один із авторів саморобного броньовика:
| Все «зайве та непотрібне» зрізали болгаркою. Далі приступили до вибору схеми противокульового та протиосколочна бронювання. Для цього провели ряд тестів, за підсумками яких з доступних варіантів був обраний самий надійний. Окремо закупили бронескло. Вже «в полі» броньовик вирішили випробувати — обстріляли бронебійними 5,45 БС (7Н24). "Куля, пробивши перший шар броні, позбулася частини енергії та оболонки. Другий шар погасив енергію та траєкторію самого осердя… Радісні вигуки військових «Та це ж четвертий клас броні!» Змусили нас пишатися твором нашої праці ще більше. Тепер ми спокійні — наш броньовик здатний врятувати життя нашим хлопцям і завдати відчутної шкоди сепаратистам! |

## Озброєння
Озброєний великокаліберним кулеметом ДШК 12.7 мм. Декілька протитанкових ракет.

## Бойовий шлях
Початок бойового шляху відбувся 27 липня 2014 року на горі Карачун, дійшов до Дебальцеве, витримав обстріли під Фащевкою та Чорнухіне. Автомобіль справлявся з бойовими завданнями.
| Сьогодні дзвонили хлопці та на емоціях, що сьогодні у «Скорпіона» був перший бойовий виїзд, де він показав себе, як грізна бойова машина! І що у нього вже є невелике доповнення до штатного 12.7, і тепер до його озброєнню додалося кілька протитанкових ракет, що не може не радувати... |
 — розповідає автор. Перебував у складі 11-го батальйону Київська Русь.
Нині саморобний броньовик знаходиться у Військово-історичному музеї України поруч із трофейним танком ІС-3 відбитим у сепаратистів.